# Bitter Springs (Arizona)
Bitter Springs ist ein Census-designated place im Coconino County im US-Bundesstaat Arizona. Das U.S. Census Bureau hat bei der Volkszählung 2020 eine Einwohnerzahl von 355 auf einer Fläche von 21,5 km² ermittelt.
Die Bevölkerungsdichte lag bei 17 Einwohnern je km². Die Stadt liegt 1561 Meter über dem Meeresspiegel. Der Ort befindet sich am U.S. Highway 89.